# Deutsche Fußball-Amateurmeisterschaft 1997
Deutscher Fußball-Amateurmeister 1997 wurde der SSV Reutlingen 05. Im Finale im Oberhausener Niederrheinstadion gewann Reutlingen mit 2:1 gegen Rot-Weiß Oberhausen. Es war das letzte ausgetragene Finale in diesem Wettbewerb. 

## Teilnehmende Mannschaften
Es nahmen der Vizemeister und Dritte der Regionalliga West/Südwest, der Dritte der Regionalliga Süd sowie der Verlierer der Relegationsspiele um den Aufstieg in die 2. Bundesliga zwischen den Meistern der Regionalliga Nord und Nordost teil:
- Hannover 96 (Verlierer Aufstiegsrelegation)

- Rot-Weiß Oberhausen (Vizemeister Regionalliga West/Südwest)

- 1. FC Saarbrücken (Dritter Regionalliga West/Südwest)

- SSV Reutlingen 05 (Dritter Regionalliga Süd)

## Halbfinale
|                     | Ergebnis  |                   |
| ------------------- | --------- | ----------------- |
| Rot-Weiß Oberhausen | 2:0 (1:0) | 1. FC Saarbrücken |
| SSV Reutlingen 05   | 5:2 (2:1) | Hannover 96       |

## Finale
| SSV Reutlingen 05                                          | SSV Reutlingen 05 | SC Rot-Weiß Oberhausen | SC Rot-Weiß Oberhausen |
| ---------------------------------------------------------- | --- | --- | ---------------------- |
| SSV Reutlingen 05                                          | \| Sonntag, 15. Juni 1997 in Oberhausen (Stadion Niederrhein) \| \| Ergebnis: 2:1 (1:1) \| \| Zuschauer: 1.600 \| \| Schiedsrichter: Heinz-Dieter Casper (Dortmund) \|                                      | \| Sonntag, 15. Juni 1997 in Oberhausen (Stadion Niederrhein) \| \| Ergebnis: 2:1 (1:1) \| \| Zuschauer: 1.600 \| \| Schiedsrichter: Heinz-Dieter Casper (Dortmund) \|                                                                | SC Rot-Weiß Oberhausen |
| SSV Reutlingen 05                                          | Reinhard Potye – Thomas Schwend, Torsten Traub, Joachim Cast, Michael Mayer – Artur Beck, Volker Joos, Saša Janić, Thomas Winter – Ingo Oesterle (65. Dirk Häring), Sascha Maier Cheftrainer: Martin Hägele | Oliver Adler – Daniel Ciucă – Robert Nikolic, Björn Arens – Ivan Konjevic, Siegmar Bieber, Martin Tilner, Branko Granic (82. Olaf Becker) – Achim Weber, René Gottwald (75. Tino Milde), Oliver Ebersbach Cheftrainer: Gerd vom Bruch | SC Rot-Weiß Oberhausen |
| SSV Reutlingen 05                                          | 1:1 Artur Beck (27.) 2:1 Michael Mayer (85., Handelfmeter) | 0:1 Branko Granic (22.) | SC Rot-Weiß Oberhausen |
| SSV Reutlingen 05                                          | Janić | Weber, Gottwald, Ebersbach | SC Rot-Weiß Oberhausen |
| SSV Reutlingen 05                                          | Arens (85., Torverhinderung durch Handspiel) | | SC Rot-Weiß Oberhausen |
| Sonntag, 15. Juni 1997 in Oberhausen (Stadion Niederrhein) | | |                        |
| Ergebnis: 2:1 (1:1)                                        | | |                        |
| Zuschauer: 1.600                                           | | |                        |
| Schiedsrichter: Heinz-Dieter Casper (Dortmund)             | | |                        |